# 劉年
刘年（?—?），西汉宗室，代孝王刘参玄孙，代恭王刘登曾孙，清河刚王刘义之孙。
其父清河顷王刘阳在位二十五年，驾薨。刘年於汉宣帝地节元年（前69年）继承清河王位。刘年在位四年，冀州刺史奏劾他为太子时与其妹私通淫乱，地节四年（前66年）被废为庶人，清河国除，徙居房陵。汉平帝元始二年（2年），刘参玄孙刘如意被复立为广宗王。